# ساتون بریج
ساتون بریج (به انگلیسی: Sutton Bridge) یک روستا و محله مدنی در بریتانیا است که در South Holland واقع شده‌است. ساتون بریج ۴٬۴۵۴ نفر جمعیت دارد.